# 삼성여자고등학교 (부산)
삼성여자고등학교(三聖女子高等學校)는 대한민국 부산광역시 사하구 감천동에 위치한 사립 고등학교이다.

## 학교 연혁
- 1954년 3월 5일 : 학교법인 삼성학관 설립인가
- 1974년 12월 27일 : 삼성여자고등학교 설립인가
- 1975년 3월 3일 : 개교
- 1975년 3월 22일 : 초대 이규철 교장 취임
- 1978년 2월 24일 : 제1회 졸업식(4학급)
- 1988년 3월 2일 : 체육관 완공
- 2003년 5월 16일 : 특별교실(마로니에관, 15교실) 완공
- 2005년 1월 31일 : 다목적 강당(감명비전센터) 완공
- 2010년 6월 22일 : 과학중점학교 선정
- 2011년 5월 19일 : 반딧불이관 개관
- 2013년 10월 7일 : 힐링팜 개관
- 2023년 2월 10일 : 제46회 졸업식 257명(졸업생 총인원 27,047명)
- 2024년 3월 1일 : 제8대 장대호 교장 취임

## 참고 자료
- 삼성여자고등학교 - 한국교육학술정보원 학교알리미